# Sigutis Obelevičius
Sigutis Obelevičius (* 2. August 1959 in Pažardis, Rajongemeinde Kaišiadorys; † 11. August 2024 in Traupis, Rajongemeinde Anykščiai) war ein litauischer Pädagoge und Politiker von Anykščiai.

## Leben
Nach dem Abitur 1977 an der Internatsportschule Trakai absolvierte er von 1977 bis 1982 das Diplomstudium am Vilniaus pedagoginis institutas. Von 1982 bis 1984 arbeitete er als Lehrer in der Rajongemeinde Molėtai in Dapkūniškiai, von 1984 bis 1988 als Direktor. Er wurde Biologielehrer-Experte. Von 2003 bis 2007 war er stellvertretender Bürgermeister, ab 2007 Bürgermeister der Rajongemeinde Anykščiai.
Von 1985 bis 1988 war er Mitglied von TSKP, ab 1996 von Tėvynės sąjunga.
2001 wurde er mit dem Valdas-Adamkus-Preis ausgezeichnet.

## Bibliografie
- Nuostabus augalų pasaulis,
- Uogos,
- Miesto medžiai,
- Natur von Rajongemeinde Pakruojis // Pakruojo rajono gamta,
- Molėtų rajono retieji augalai,
- Rokiškio krašto gamta, Mitautor
- Utenos krašto gamta, bendraautorius,
- Širvintų krašto gamta, Mitautor
- Natur von Jonava // Jonavos krašto gamta, Mitautor
- Kaukinės draustinis, Mitautor
- Natur von Rajongemeinde Šiauliai // Šiaulių rajono gamta, Mitautor
- Ekologinio ugdymo sūkuriuose, Mitautor
- Natur von Rajongemeinde Raseiniai // Raseinių rajono gamta, Mitautor